# Nam Thái, Nam Trực
Nam Thái là một xã thuộc huyện Nam Trực, tỉnh Nam Định, Việt Nam.
Xã Nam Thái có diện tích 8,46 km², dân số năm 1999 là 9190 người, mật độ dân số đạt 1086 người/km².

## Hành chính
Xã Nam Thái có 20 đơn vị hành chính cấp thôn, bao gồm : Tiền Vinh, Lạc Thiện, Đắc Sở, Nam Trang, Chính Trang, Vinh Thọ, Trung Khánh, Phú Hào, Xuân Dương, Ngoại Đê, Khánh Hạ, Hải Thượng, Hải Hạ, Trại Hạ, Tân Hưng, Trung Nghĩa, Trung Thái, Phú Thọ, Thạch Bi, Phú Thụ.

## Địa lý

### Vị trí địa lý
Xã Nam Thái nằm ở phía Tây Nam của huyện Nam Trực, tỉnh Nam Định, cách trung tâm huyện Nam Trực khoảng 10 km, cách thành phố Nam Định khoảng 20 km về phía Nam, có vị trí địa lý:
- Phía Đông giáp xã Nam Hải.
- Phía Tây giáp xã Nghĩa Thái huyện Nghĩa Hưng.
- Phía Nam giáp xã Trực Hưng huyện Trực Ninh.
- Phía Bắc giáp xã Nam Tiến và xã Đồng Sơn.

### Điều kiện tự nhiên
Diện tích đất tự nhiên là 844,34 ha trong đó diện tích đất nông nghiệp là 633,28 ha, diện tích đất phi nông nghiệp là 211,06 ha.

### Khí hậu
Khí hậu xã Nam Thái nhiệt đới gió mùa, nóng ẩm, mưa nhiều.
Địa hình bằng phẳng, đất đai mầu mỡ được tưới tiêu bởi hệ thống sông Rõng (lấy nước và tiêu nước qua cửa cống Rõng sông Ninh Cơ) và sông Sa Lung (lấy nước từ sông Đào), sông Lạc Chính (lấy từ nước sông Hồng, tiêu nước xuống sông Ninh Cơ) nên rất thuận lợi cho việc xây dựng cánh đồng mẫu lớn và sản xuất các giống lúa có chất lượng cao.
Chạy dọc từ Bắc xuống Nam, phía Tây có tỉnh lộ 490C, phía Đông có đường liên xã kết nối với tỉnh lộ 488; từ Đông sang Tây có đường chạy xuyên trung tâm xã nối tỉnh lộ 487 với tỉnh lộ 490C, rất thuận lợi cho giao lưu kinh tế, xây dựng các điểm công nghiệp.

## Lịch sử - Văn Hóa
Xã có trên 20 di tích Đình, Đền, Chùa, Phủ, Từ Đường, Nhà Thờ Thiên chúa giáo, trong đó có 2 di tích được xếp hạng cấp tỉnh là: đền thờ Trần Hưng Đạo thôn Tiền Vinh, thôn Đắc Sở, thôn Trung Khánh..với các lễ hội mang đậm bản sắc văn hóa dân gian như lễ hội đền Tiền Vinh (20/08 Âm lịch hàng năm), lễ hội đền Chùa Hà Liễu vv...
Xã có 2 tôn giáo là Phật giáo và Thiên chúa giáo, trong đó tỷ lệ dân số theo đạo Thiên chúa giáo chiếm khoảng 33% tổng dân số toàn xã. Các thôn có dân số theo đạo Thiên Chúa nhiều gồm: Ngoại Đê, Khánh Hạ, Phú Hào, Thạch Bi, Trung Thái.